# Izsák
Izsák je gradić u središnjoj Mađarskoj.
Upravno pripada kireškoj mikroregiji u Bačko-kiškunskoj županiji.

## Promet
Kroz ovo selo prolazi željeznička prometnica Fülöpszállás – Kečkemet. U selu je željeznička postaja.

## Galerija
- Zračni snimak
- Zračni snimak
- Zračni snimak

## Vanjske poveznice
- (mađ.) Légifotók Izsákról